# Hockey World League 2014-15 (vrouwen), ronde 1
Ronde 1 van de Hockey World League 2014-15 (vrouwen) werd gehouden in de periode juni tot en met december 2014. De 31 deelnemende landen strijden in zeven toernooien om zestien plaatsen in ronde 2 van de Hockey World League.
Alle landen die zich hebben ingeschreven voor dit toernooi gaan van start in deze ronde, behalve de negentien hoogst gekwalificeerde landen op de wereldranglijst en Uruguay dat als organisator van een toernooi in de tweede ronde direct geplaatst is.

## Singapore
In Singapore, werd van 21 tot en met 26 juni gespeeld. De vier beste landen plaatsten zich voor de tweede ronde.
Alle tijden zijn in lokale tijd (UTC+8)

### Eerste ronde

#### Groep A
| Team      | GS | W | WS | VS | V | DV | DT | DS  | Ptn |
| --------- | -- | - | -- | -- | - | -- | -- | --- | --- |
| Maleisië  | 2  | 2 | 0  | 0  | 0 | 24 | 0  | +24 | 6   |
| Singapore | 2  | 1 | 0  | 0  | 1 | 4  | 10 | −6  | 3   |
| Sri Lanka | 2  | 0 | 0  | 0  | 2 | 0  | 18 | −18 | 0   |

| 21 juni 2014 19:15 |         |           |                                                               |
| Maleisië           | 14–0    | Sri Lanka | Scheidsrechters: Amina Dyussembekova (KAZ) Tang Shi Him (HKG) |
|                    | verslag |           | Scheidsrechters: Amina Dyussembekova (KAZ) Tang Shi Him (HKG) |

| 22 juni 2014 19:15 |         |          |                                                         |
| Singapore          | 0–10    | Maleisië | Scheidsrechters: Kim Yoon-seon (KOR) Liu Xiaoying (CHN) |
|                    | verslag |          | Scheidsrechters: Kim Yoon-seon (KOR) Liu Xiaoying (CHN) |

| 23 juni 2014 19:15 |         |           |                                                                    |
| Sri Lanka          | 0–4     | Singapore | Scheidsrechters: Thanittha Chuangmanichot (THA) Liu Xiaoying (CHN) |
|                    | verslag |           | Scheidsrechters: Thanittha Chuangmanichot (THA) Liu Xiaoying (CHN) |

#### Groep B
| Team       | GS | W | WS | VS | V | DV | DT | DS  | Ptn |
| ---------- | -- | - | -- | -- | - | -- | -- | --- | --- |
| Kazachstan | 3  | 3 | 0  | 0  | 0 | 13 | 0  | +13 | 9   |
| Thailand   | 3  | 2 | 0  | 0  | 1 | 7  | 2  | +5  | 6   |
| Hongkong   | 3  | 1 | 0  | 0  | 2 | 4  | 12 | −8  | 3   |
| Myanmar    | 3  | 0 | 0  | 0  | 3 | 0  | 10 | −10 | 0   |

| 21 juni 2014 14:45 |         |          |                                                         |
| Kazachstan         | 2–0     | Thailand | Scheidsrechters: Kim Yoon-seon (KOR) Annie Thomas (MAS) |
|                    | verslag |          | Scheidsrechters: Kim Yoon-seon (KOR) Annie Thomas (MAS) |

| 21 juni 2014 17:00 |         |         |                                                        |
| Hongkong           | 4–0     | Myanmar | Scheidsrechters: Liu Xiaoying (CHN) Tan Koon Kim (SIN) |
|                    | verslag |         | Scheidsrechters: Liu Xiaoying (CHN) Tan Koon Kim (SIN) |

| 22 juni 2014 14:45 |         |         |                                                        |
| Thailand           | 4–0     | Myanmar | Scheidsrechters: Tang Shi Him (HKG) Tan Koon Kim (SIN) |
|                    | verslag |         | Scheidsrechters: Tang Shi Him (HKG) Tan Koon Kim (SIN) |

| 22 juni 2014 17:00 |         |            |                                                                          |
| Hongkong           | 0–9     | Kazachstan | Scheidsrechters: Shiroma Athurupana (SRI) Thanittha Chuangmanichot (THA) |
|                    | verslag |            | Scheidsrechters: Shiroma Athurupana (SRI) Thanittha Chuangmanichot (THA) |

| 23 juni 2014 14:45 |         |         |                                                               |
| Kazachstan         | 2–0     | Myanmar | Scheidsrechters: Kim Yoon-seon (KOR) Shiroma Athurupana (SRI) |
|                    | verslag |         | Scheidsrechters: Kim Yoon-seon (KOR) Shiroma Athurupana (SRI) |

| 23 juni 2014 17:00 |         |          |                                                               |
| Thailand           | 3–0     | Hongkong | Scheidsrechters: Amina Dyussembekova (KAZ) Annie Thomas (MAS) |
|                    | verslag |          | Scheidsrechters: Amina Dyussembekova (KAZ) Annie Thomas (MAS) |

### Om de vijfde tot zevende plaats
Om de zevende plaats
| 25 juni 2014 14:45 |         |         |                                                               |
| Sri Lanka          | 4–0     | Myanmar | Scheidsrechters: Amina Dyussembekova (KAZ) Tan Koon Kim (SIN) |
|                    | verslag |         | Scheidsrechters: Amina Dyussembekova (KAZ) Tan Koon Kim (SIN) |

Om plaatsen vijf en zes
| 26 juni 2014 14:45 |         |          |                                                                           |
| Sri Lanka          | 7–0     | Hongkong | Scheidsrechters: Thanittha Chuangmanichot (THA) Amina Dyussembekova (KAZ) |
|                    | verslag |          | Scheidsrechters: Thanittha Chuangmanichot (THA) Amina Dyussembekova (KAZ) |

### Om de eerste vier plaatsen
Halve finale
| 25 juni 2014 17:00 |         |          |                                                         |
| Thailand           | 0–8     | Maleisië | Scheidsrechters: Liu Xiaoying (CHN) Kim Yoon-seon (KOR) |
|                    | verslag |          | Scheidsrechters: Liu Xiaoying (CHN) Kim Yoon-seon (KOR) |

| 25 juni 2014 19:15 |         |           |                                                        |
| Kazachstan         | 5–1     | Singapore | Scheidsrechters: Annie Thomas (MAS) Tang Shi Him (HKG) |
|                    | verslag |           | Scheidsrechters: Annie Thomas (MAS) Tang Shi Him (HKG) |

Om de derde plaats
| 26 juni 2014 17:00 |         |           |                                                              |
| Thailand           | 4–1     | Singapore | Scheidsrechters: Shiroma Athurupana (SRI) Annie Thomas (MAS) |
|                    | verslag |           | Scheidsrechters: Shiroma Athurupana (SRI) Annie Thomas (MAS) |

Finale
| 26 juni 2014 19:15 |         |            |                                                         |
| Maleisië           | 5–0     | Kazachstan | Scheidsrechters: Liu Xiaoying (CHN) Kim Yoon-seon (KOR) |
|                    | verslag |            | Scheidsrechters: Liu Xiaoying (CHN) Kim Yoon-seon (KOR) |

## Siauliai
In Šiauliai, Litouwen, werd van 27 tot en met 29 juni gespeeld. De drie beste landen plaatsten zich voor de tweede ronde.
Alle tijden zijn in lokale tijd (UTC+3)
| Team        | GS | W | WS | VS | V | DV | DT | DS | Ptn |
| ----------- | -- | - | -- | -- | - | -- | -- | -- | --- |
| Wit-Rusland | 3  | 3 | 0  | 0  | 0 | 14 | 5  | +9 | 9   |
| Oekraïne    | 3  | 2 | 0  | 0  | 1 | 5  | 4  | +1 | 6   |
| Litouwen    | 3  | 1 | 0  | 0  | 2 | 5  | 10 | −5 | 3   |
| Polen       | 3  | 0 | 0  | 0  | 3 | 2  | 7  | −5 | 0   |

| 27 juni 2014 15:00 |         |       |                                                            |
| Wit-Rusland        | 4–1     | Polen | Scheidsrechters: Olena Klymenko (UKR) Dovile Lidaite (LTU) |
|                    | verslag |       | Scheidsrechters: Olena Klymenko (UKR) Dovile Lidaite (LTU) |

| 27 juni 2014 17:15 |         |          |                                                             |
| Oekraïne           | 2–1     | Litouwen | Scheidsrechters: Ivona Makar (CRO) Karolina Pawlowska (POL) |
|                    | verslag |          | Scheidsrechters: Ivona Makar (CRO) Karolina Pawlowska (POL) |

| 28 juni 2014 14:00 |         |             |                                                             |
| Oekraïne           | 2–3     | Wit-Rusland | Scheidsrechters: Karolina Pawlowska (POL) Ivona Makar (CRO) |
|                    | verslag |             | Scheidsrechters: Karolina Pawlowska (POL) Ivona Makar (CRO) |

| 28 juni 2014 16:15 |         |          |                                                                    |
| Polen              | 1–2     | Litouwen | Scheidsrechters: Olena Klymenko (UKR) Liudmila Aleinikoviene (BLR) |
|                    | verslag |          | Scheidsrechters: Olena Klymenko (UKR) Liudmila Aleinikoviene (BLR) |

| 29 juni 2014 13:30 |         |          |                                                                    |
| Polen              | 0–1     | Oekraïne | Scheidsrechters: Liudmila Aleinikoviene (BLR) Dovile Lidaite (LTU) |
|                    | verslag |          | Scheidsrechters: Liudmila Aleinikoviene (BLR) Dovile Lidaite (LTU) |

| 29 juni 2014 15:45 |         |          |                                                         |
| Wit-Rusland        | 7–2     | Litouwen | Scheidsrechters: Ivona Makar (CRO) Olena Klymenko (UKR) |
|                    | verslag |          | Scheidsrechters: Ivona Makar (CRO) Olena Klymenko (UKR) |

## Hradec Králové
In Hradec Králové, Tsjechië, werd van 5 tot en met 7 september gespeeld. De drie beste landen plaatsten zich voor de tweede ronde.
Alle tijden zijn in lokale tijd (UTC+2)
| Team       | GS | W | WS | VS | V | DV | DT | DS | Ptn |
| ---------- | -- | - | -- | -- | - | -- | -- | -- | --- |
| Frankrijk  | 3  | 2 | 0  | 1  | 0 | 11 | 5  | +6 | 7   |
| Oostenrijk | 3  | 2 | 0  | 0  | 1 | 2  | 2  | 0  | 6   |
| Tsjechië   | 3  | 1 | 1  | 0  | 1 | 8  | 6  | +2 | 5   |
| Turkije    | 3  | 0 | 0  | 0  | 3 | 2  | 10 | −8 | 0   |

| 5 september 2014 15:30 |         |         |                                                                     |
| Oostenrijk             | 1–0     | Turkije | Scheidsrechters: Celine Martin-Schmets (BEL) Martina Venclová (CZE) |
|                        | verslag |         | Scheidsrechters: Celine Martin-Schmets (BEL) Martina Venclová (CZE) |

| 5 september 2014 17:45 |                    |          |                                                       |
| Frankrijk              | 4–4 1-2 shoot outs | Tsjechië | Scheidsrechters: Esin Öztürk (TUR) Xenia Ulrich (AUT) |
|                        | verslag            |          | Scheidsrechters: Esin Öztürk (TUR) Xenia Ulrich (AUT) |

| 6 september 2014 15:15 |         |           |                                                                |
| Oostenrijk             | 0–2     | Frankrijk | Scheidsrechters: Celine Martin-Schmets (BEL) Esin Öztürk (TUR) |
|                        | verslag |           | Scheidsrechters: Celine Martin-Schmets (BEL) Esin Öztürk (TUR) |

| 6 september 2014 17:30 |         |         |                                                          |
| Tsjechië               | 4–1     | Turkije | Scheidsrechters: Yolande Lanzas (FRA) Xenia Ulrich (AUT) |
|                        | verslag |         | Scheidsrechters: Yolande Lanzas (FRA) Xenia Ulrich (AUT) |

| 7 september 2014 13:00 |         |         |                                                            |
| Frankrijk              | 5–1     | Turkije | Scheidsrechters: Xenia Ulrich (AUT) Martina Venclová (CZE) |
|                        | verslag |         | Scheidsrechters: Xenia Ulrich (AUT) Martina Venclová (CZE) |

| 7 september 2014 17:30 |         |            |                                                                   |
| Tsjechië               | 0–1     | Oostenrijk | Scheidsrechters: Yolande Lanzas (FRA) Celine Martin-Schmets (BEL) |
|                        | verslag |            | Scheidsrechters: Yolande Lanzas (FRA) Celine Martin-Schmets (BEL) |

## Nairobi
In Nairobi, Kenia, werd van 5 tot en met 7 september gespeeld. Het beste land plaatste zich voor de tweede ronde.
Alle tijden zijn in lokale tijd (UTC+3)
| Team     | GS | W | WS | VS | V | DV | DT | DS  | Ptn |
| -------- | -- | - | -- | -- | - | -- | -- | --- | --- |
| Kenia    | 2  | 2 | 0  | 0  | 0 | 23 | 0  | +23 | 6   |
| Ghana    | 2  | 1 | 0  | 0  | 1 | 17 | 1  | +16 | 3   |
| Tanzania | 2  | 0 | 0  | 0  | 2 | 0  | 39 | −39 | 0   |

| 5 september 2014 14:00 |         |          |                                                        |
| Ghana                  | 17–0    | Tanzania | Scheidsrechters: Caren Ouma (KEN) Deborah Agunda (KEN) |
|                        | verslag |          | Scheidsrechters: Caren Ouma (KEN) Deborah Agunda (KEN) |

| 6 september 2014 14:00 |         |       |                                                        |
| Kenia                  | 1–0     | Ghana | Scheidsrechters: Wanri Venter (RSA) Saleem Hisam (EGY) |
|                        | verslag |       | Scheidsrechters: Wanri Venter (RSA) Saleem Hisam (EGY) |

| 7 september 2014 11:00 |         |       |                                                           |
| Tanzania               | 0–22    | Kenia | Scheidsrechters: Cynthia Clement (GHA) Wanri Venter (RSA) |
|                        | verslag |       | Scheidsrechters: Cynthia Clement (GHA) Wanri Venter (RSA) |

## Guadalajara
In Guadalajara, Mexico, werd van 9 tot en met 14 september gespeeld. De twee beste landen plaatsten zich voor de tweede ronde.
Alle tijden zijn in lokale tijd (UTC−6)
| Team      | GS | W | WS | VS | V | DV | DT | DS  | Ptn |
| --------- | -- | - | -- | -- | - | -- | -- | --- | --- |
| Canada    | 3  | 3 | 0  | 0  | 0 | 63 | 0  | +63 | 9   |
| Mexico    | 3  | 2 | 0  | 0  | 1 | 26 | 6  | +20 | 6   |
| Peru      | 3  | 1 | 0  | 0  | 2 | 6  | 28 | −22 | 3   |
| Guatemala | 3  | 0 | 0  | 0  | 3 | 0  | 61 | −61 | 0   |

| 11 september 2014 14:00 |         |           |                                                            |
| Canada                  | 34–0    | Guatemala | Scheidsrechters: Nancy Altamirano (MEX) Aura Sanchéz (MEX) |
|                         | verslag |           | Scheidsrechters: Nancy Altamirano (MEX) Aura Sanchéz (MEX) |

| 11 september 2014 16:15 |         |      |                                                         |
| Mexico                  | 5–0     | Peru | Scheidsrechters: Gillian Horgan (CAN) Suzi Sutton (USA) |
|                         | verslag |      | Scheidsrechters: Gillian Horgan (CAN) Suzi Sutton (USA) |

| 13 september 2014 09:30 |         |        |                                                       |
| Mexico                  | 0–6     | Canada | Scheidsrechters: Suzi Sutton (USA) Devin Hooper (GUY) |
|                         | verslag |        | Scheidsrechters: Suzi Sutton (USA) Devin Hooper (GUY) |

| 13 september 2014 11:45 |         |      |                                                          |
| Guatemala               | 0–6     | Peru | Scheidsrechters: Eugenia Padron (MEX) Aura Sanchéz (MEX) |
|                         | verslag |      | Scheidsrechters: Eugenia Padron (MEX) Aura Sanchéz (MEX) |

| 14 september 2014 09:30 |         |      |                                                              |
| Canada                  | 23–0    | Peru | Scheidsrechters: Nancy Altamirano (MEX) Eugenia Padron (MEX) |
|                         | verslag |      | Scheidsrechters: Nancy Altamirano (MEX) Eugenia Padron (MEX) |

| 14 september 2014 11:45 |         |        |                                                         |
| Guatemala               | 0–21    | Mexico | Scheidsrechters: Gillian Horgan (CAN) Suzi Sutton (USA) |
|                         | verslag |        | Scheidsrechters: Gillian Horgan (CAN) Suzi Sutton (USA) |

## Kingston
In Kingston, Jamaica, werd van 30 september tot en met 5 oktober gespeeld. De twee beste landen plaatsten zich voor de tweede ronde.
Alle tijden zijn in lokale tijd (UTC−5)
| Team                   | GS | W | WS | VS | V | DV | DT | DS  | Ptn |
| ---------------------- | -- | - | -- | -- | - | -- | -- | --- | --- |
| Trinidad en Tobago     | 4  | 4 | 0  | 0  | 0 | 12 | 2  | +10 | 12  |
| Dominicaanse Republiek | 4  | 3 | 0  | 0  | 1 | 16 | 4  | +12 | 9   |
| Barbados               | 4  | 2 | 0  | 0  | 2 | 6  | 6  | 0   | 6   |
| Puerto Rico            | 4  | 0 | 1  | 0  | 3 | 4  | 20 | −16 | 2   |
| Jamaica                | 4  | 0 | 0  | 1  | 3 | 2  | 8  | −6  | 1   |

| 30 september 2014 14:00 |         |             |                                                        |
| Trinidad en Tobago      | 5–1     | Puerto Rico | Scheidsrechters: Ana Vázquez (MEX) Maggie Befort (USA) |
|                         | verslag |             | Scheidsrechters: Ana Vázquez (MEX) Maggie Befort (USA) |

| 30 september 2014 16:30 |         |         |                                                        |
| Dominicaanse Republiek  | 3–0     | Jamaica | Scheidsrechters: Mary Driscoll (USA) Kecia Jones (TRI) |
|                         | verslag |         | Scheidsrechters: Mary Driscoll (USA) Kecia Jones (TRI) |

| 1 oktober 2014 11:30 |         |          |                                                           |
| Puerto Rico          | 1–4     | Barbados | Scheidsrechters: Dahianna Lazil (DOM) Maggie Befort (USA) |
|                      | verslag |          | Scheidsrechters: Dahianna Lazil (DOM) Maggie Befort (USA) |

| 1 oktober 2014 14:00   |         |                    |                                                    |
| Dominicaanse Republiek | 1–3     | Trinidad en Tobago | Scheidsrechters: Ana Vázquez (MEX) Erica May (JAM) |
|                        | verslag |                    | Scheidsrechters: Ana Vázquez (MEX) Erica May (JAM) |

| 2 oktober 2014 14:00   |         |          |                                                        |
| Dominicaanse Republiek | 2–0     | Barbados | Scheidsrechters: Maggie Befort (USA) Kecia Jones (TRI) |
|                        | verslag |          | Scheidsrechters: Maggie Befort (USA) Kecia Jones (TRI) |

| 2 oktober 2014 16:00 |         |         |                                                        |
| Trinidad en Tobago   | 2–0     | Jamaica | Scheidsrechters: Mary Driscoll (USA) Ana Vázquez (MEX) |
|                      | verslag |         | Scheidsrechters: Mary Driscoll (USA) Ana Vázquez (MEX) |

| 4 oktober 2014 09:00 |         |                    |                                                    |
| Barbados             | 0–2     | Trinidad en Tobago | Scheidsrechters: Ana Vázquez (MEX) Erica May (JAM) |
|                      | verslag |                    | Scheidsrechters: Ana Vázquez (MEX) Erica May (JAM) |

| 4 oktober 2014 16:00 |                    |             |                                                        |
| Jamaica              | 1–1 1-2 shoot outs | Puerto Rico | Scheidsrechters: Cara Briggs (BAR) Mary Driscoll (USA) |
|                      | verslag            |             | Scheidsrechters: Cara Briggs (BAR) Mary Driscoll (USA) |

| 5 oktober 2014 09:00 |         |                        |                                                      |
| Puerto Rico          | 1–10    | Dominicaanse Republiek | Scheidsrechters: Kecia Jones (TRI) Cara Briggs (BAR) |
|                      | verslag |                        | Scheidsrechters: Kecia Jones (TRI) Cara Briggs (BAR) |

| 5 oktober 2014 14:00 |         |         |                                                          |
| Barbados             | 2–1     | Jamaica | Scheidsrechters: Mary Driscoll (USA) Maggie Befort (USA) |
|                      | verslag |         | Scheidsrechters: Mary Driscoll (USA) Maggie Befort (USA) |

## Suva
In Suva, Fiji, werd van 6 tot en met 13 december gespeeld. Het beste land plaatste zich voor de tweede ronde.
Alle tijden zijn in lokale tijd (UTC+12)
| Team                | GS | W | WS | VS | V | DV | DT | DS  | Ptn |
| ------------------- | -- | - | -- | -- | - | -- | -- | --- | --- |
| Fiji                | 3  | 3 | 0  | 0  | 0 | 22 | 1  | +21 | 9   |
| Papoea-Nieuw-Guinea | 3  | 2 | 0  | 0  | 1 | 9  | 6  | +3  | 6   |
| Vanuatu             | 3  | 1 | 0  | 0  | 2 | 3  | 13 | −10 | 3   |
| Samoa               | 3  | 0 | 0  | 0  | 3 | 1  | 15 | −14 | 0   |

| 6 december 2014 14:30 |         |         |                                                         |
| Fiji                  | 10–0    | Vanuatu | Scheidsrechters: Lucy Townend (NZL) Morgan Leeder (AUS) |
|                       | verslag |         | Scheidsrechters: Lucy Townend (NZL) Morgan Leeder (AUS) |

| 7 december 2014 16:30 |         |                     |                                                           |
| Samoa                 | 1–5     | Papoea-Nieuw-Guinea | Scheidsrechters: Lucy Townend (NZL) Aleisha Neumann (AUS) |
|                       | verslag |                     | Scheidsrechters: Lucy Townend (NZL) Aleisha Neumann (AUS) |

| 8 december 2014 12:30 |         |       |                                                           |
| Fiji                  | 9–0     | Samoa | Scheidsrechters: Lucy Townend (NZL) Aleisha Neumann (AUS) |
|                       | verslag |       | Scheidsrechters: Lucy Townend (NZL) Aleisha Neumann (AUS) |

| 8 december 2014 16:30 |         |         |                                                            |
| Papoea-Nieuw-Guinea   | 3–2     | Vanuatu | Scheidsrechters: Harry Heritage (FIJ) Ateca Fatufago (FIJ) |
|                       | verslag |         | Scheidsrechters: Harry Heritage (FIJ) Ateca Fatufago (FIJ) |

| 10 december 2014 16:30 |         |         |                                                           |
| Samoa                  | 0–1     | Vanuatu | Scheidsrechters: Lucy Townend (NZL) Vincent Ulimpui (PNG) |
|                        | verslag |         | Scheidsrechters: Lucy Townend (NZL) Vincent Ulimpui (PNG) |

| 11 december 2014 18:30 |         |                     |                                                            |
| Fiji                   | 3–1     | Papoea-Nieuw-Guinea | Scheidsrechters: Aleisha Neumann (AUS) Morgan Leeder (AUS) |
|                        | verslag |                     | Scheidsrechters: Aleisha Neumann (AUS) Morgan Leeder (AUS) |